# Sora Okita
Sora Okita (japanisch 沖田 空 Okita Sora; * 5. September 2002 in der Präfektur Chiba) ist ein japanischer Fußballspieler.

## Karriere
Sora Okita erlernte das Fußballspielen in der Jugend des Erstligisten Kashima Antlers sowie in der Universitätsmannschaft der Universität Tsukuba. Seinen ersten Vertrag unterschrieb er am 1. Februar 2025 bei Mito Hollyhock. Der Verein aus Mito spielt in der zweiten Liga, der J2 League. Sein Zweitligadebüt gab Okita am 15. Februar 2025 (1. Spieltag) im Auswärtsspiel gegen Júbilo Iwata. Bei der 3:2-Niederlage wurde er in der 84. Minute für Hayata Yamamoto eingewechselt.